# Sài Thiệu
Sài Thiệu (柴绍, 588 - 638), tên chữ là Tự Xương, người Lâm Phần, Tấn Châu (nay là địa phận Lâm Phần, Sơn Tây), là đại tướng nhà Đường thời sơ kỳ, một trong 24 công thần gác Lăng Yên. Cưới con gái Đường Cao tổ là Bình Dương Chiêu công chúa làm vợ, sau khi Đường triều kiến quốc được phong làm Hoắc quốc công, thực ấp 1200 hộ.

## Cuộc đời
Ông nội Sài Thiệu là Sài Liệt, Phiêu kỵ Đại tướng quân nhà Bắc Chu, nhiều lần đảm nhiệm thứ sử 2 châu Toại, Lương, được phong Quan Quân huyện công. Cha là Sài Thận (柴慎), thái tử hữu nội suất nhà Tùy, được phong Cự Lộc quận công. Thuở nhỏ Sài Thiệu mạnh mẽ nhanh nhẹn, có dũng khí cùng sức mạnh, khắp Quan Trung đều nghe tiếng là cự mạnh giúp yếu. Lúc còn trẻ được bổ nhiệm làm Thiên ngưu bị thân của Nguyên Đức thái tử Dương Chiêu nhà Tùy. Đường quốc công Lý Uyên đem con gái thứ 3 Lý thị gả cho Sài Thiệu. 

### Chiến tranh chống Tùy
Tháng 4 năm đầu Nghĩa Ninh (năm 617) nhà Tùy, Lý Uyên khởi binh ở Tấn Dương, bí mật sai người triệu vợ chồng Sài Thiệu lúc ấy còn đang ở Trường An. Sau khi hai người nhận được tin, thương nghị rồi quyết định để Sài Thiệu về Tấn Dương, còn Lý thị ở lại. Trên đường đi Sài Thiệu gặp Lý Kiến Thành, Lý Nguyên Cát vốn đang xuất phát từ Hà Đông, Thiệu thuyết phục Kiến Thành bỏ ý định vào rừng làm cướp, 3 người gấp rút tiến về Thái Nguyên. Lúc đến Tước Thử cốc (nay là tây nam Giới Hưu, Sơn Tây, lòng chảo sông Phần, phía bắc huyện Hoắc) thì được tin Lý Uyên đã tuyên cáo khởi binh vào sáng sớm ngày 15 tháng 5. 3 người cùng nhau ăn mừng, anh em Lý Kiến Thành cùng tán thưởng chủ ý của Sài Thiệu.

Sau khi Lý Uyên khởi nghĩa ở Thái Nguyên, đến tháng 6 xây phủ Đại tướng quân, trao Sài Thiệu chức hữu lĩnh quân, trưởng sử phủ Đại đô đốc. Ngày 5 tháng 7, Lý Uyên thống lĩnh 3 vạn giáp sĩ tuyên thệ trước lúc xuất quân ở Tấn Dương, Sài Thiệu kiêm lĩnh tổng quản mã quân. Lúc quân tướng Lý Uyên đến Hoắc Ấp (nay là huyện Hoắc, Sơn Tây), Sài Thiệu đến dưới thành trinh sát bố phòng của tướng Tùy Tống Lão Sinh, sau khi trở về nói với các tướng lĩnh: "Lão Sinh có cái dũng của kẻ thất phu, nếu quân ta đến, ắt sẽ ra đánh, đánh thì mất thành vậy". Ngày 3 tháng 8, Lý Uyên dùng kế dụ Tống Lão Sinh ra khỏi thành, chia 2 đường giáp công, đánh bại quân Tùy. Sau khi quân Lý Uyên đánh chiếm Hoắc Ấp, theo Phần Thủy xuôi nam, một đường công thành chiếm đất, mỗi cuộc chiến Sài Thiệu đều xông trước lên thành phá trận, vì có cộng lại được trao Hữu Quang lộc đại phu. Ngày 15, quân Lý Uyên tiến đến Long Môn (nay là tây bắc Hà Tân, Sơn Tây). Đầu tháng 9, tướng Tùy Khuất Đột Thông phái Tang Hiển Hòa suất mấy ngàn quân nhân lúc đêm tối tập kích nhóm quân Vương Trường Hài, trận chiến mở màn Vương Trường Hài bất lợi. Sài Thiệu cùng Sử Đại Nại suất khinh kỵ tập kích quân Tang Hiển Hòa từ phía sau hông, Tang Hiển Hòa đại bại, lui về Hà Đông (quận trị Hà Đông, nay là tây nam Vĩnh Tế, Sơn Tây). Ngày 9 tháng 11, Lý Uyên đánh hạ Trường An, lập Dương Hựu lên ngôi. Sài Thiệu làm Hữu Quang lộc đại phu, phong Lâm Phần quận công.

### Sau khi nhà Đường thành lập
Tháng 5 năm 618, Lý Uyên xưng đế ở Trường An, thành lập Đường triều, chính là Đường Cao tổ, đổi niên hiệu là Võ Đức. Sài Thiệu được phong làm Tả Dực vệ Đại tướng quân. Sau đó Sài Thiệu theo Tần vương Lý Thế Dân tham gia cuộc chiến thống nhất, lần lượt bình Tiết Cử, phá Tống Kim Cương, đánh bại Vương Thế Sung, bắt Đậu Kiến Đức, lại tham gia cuộc chiến Lạc Dương và cuộc chiến Hổ Lao quan, nhiều lần lập công nên được phong làm Hoắc quốc công, thực ấp một ngàn hai trăm hộ, đồng thời đổi làm Hữu Kiêu Vệ Đại tướng quân.

Tháng 2 năm thứ 6 Võ Đức (năm 623), vợ Sài Thiệu là Bình Dương công chúa qua đời. Tháng 4, Thổ Dục Hồn quấy nhiễu Phương Châu, thứ sử Phương Châu nhà Đường là Phòng Đương Thụ bỏ trốn đến Tùng Châu. Ngày 21, quân Thổ Dục Hồn tiến đến quấy nhiễu 2 châu Thao, Dân. Ngày 5 tháng 5, thứ sử Kỳ Châu Sài Thiệu phụng mệnh suất tổng quản nương tử quân Mã Tam Bảo cùng các tướng đến cứu viện. Ngày 15, Thổ Dục Hồn cùng Đảng Hạng xâm phạm Hà Châu, thứ sử Hà Châu nhà Đường là Lư Sĩ Lương đem giặc đánh bại. Tháng 6, quân Sài Thiệu tiến đến Mân Châu. Ngày 29, Sài Thiệu tác chiến với Thổ Dục Hồn, bị vây trong một sơn cốc. Quân Thổ Dục Hồn từ trên cao xạ kích quân Sài Thiệu, tên bay như mưa, tình thế nguy cấp, tướng sĩ quân Đường đều thất sắc. Sài Thiệu lâm nguy không sợ, bình tĩnh ngồi yên, sai người đánh đàn hồ tỳ bà, sai 2 cô gái đẹp nhẹ nhàng ra múa. Sĩ tốt Thổ Dục Hồn lấy làm kỳ quái, đều buông cung tên xuống đứng lại quan sát. Sài Thiệu thấy quân trận Thổ Dục Hồn không ngay ngắn, thừa lúc giặc không chuẩn bị, ngầm sai tinh kỵ vây quanh phía sau quân Thổ Dục Hồn, đột nhiên tập kích, đánh bại quân Thổ Dục Hồn, chém đầu hơn 500 người. Tháng 8, Thổ Dục Hồn quy thuận Đường triều.

Từ tháng 3 năm thứ 7 Võ Đức (năm 624), Đột Quyết không ngừng xâm lấn biên cảnh nhà Đường. Ngày 23 tháng 8 Sài Thiệu suất quân đánh bại quân Đột Quyết tại Đỗ Dương cốc. Ngày 17 tháng 10 năm thứ 8 Võ Đức, quân Đột Quyết quân quấy nhiễu Thiện Châu, Sài Thiệu phụng mệnh đến cứu viện. Ngay 7 tháng 6 năm thứ 9 Võ Đức, sau sự biến Huyền Vũ môn, Lý Uyên lập Lý Thế Dân làm Hoàng thái tử. Sài Thiệu bái Hữu vệ Đại tướng quân. Ngày 3 tháng 7 Sài Thiệu ở Tần Châu đánh bại Đột Quyết, chém chết một người thám báo Đột Quyết, bắt giữ ba người đại tướng, chém đầu hơn ngàn người.

### Những năm Trinh Quán
Ngày 9 tháng 8, Lý Thế Dân kế vị hoàng đế, chính là Đường Thái tông. Tháng 10, Đường Thái tông phong thưởng lớn các công thần, Sài Thiệu được thực phong 1200 hộ.

Năm thứ 2 Trinh Quán, Đường Thái Tông mệnh Sài Thiệu cùng Tiết Vạn Quân suất quân tấn công Lương Sư Đô. Đột Quyết phát binh cứu viện Lương Sư Đô, lúc quân Sài Thiệu cách Sóc Phương hơn mười dặm thì gặp. Sài Thiệu suất quân Đường quân anh dũng xuất kích, đại phá quân Đột Quyết, thừa thắng vây quanh thành Sóc Phương. Ngày 26 tháng 4, em họ Lương Sư Đô là lương Lạc Nhân giết Lương Sư Đô, đem thành đầu hàng. Sài Thiệu có công chuyển làm Tả vệ Đại tướng quân, lại được phong thứ sử Hoa Châu.

Tháng 11 năm thứ 3 Trinh Quán, quân Đột Quyết quấy nhiễu Hà Tây, ngày 23 Sài Thiệu phụng mệnh làm hành quân tổng quản Kim Hà đạo, tham dự cuộc chiến Đường diệt Đông Đột Quyết, cùng bọn người Lý Tích, Lý Tĩnh, Lý Đạo Tông, Lý Hiếu Kiệt, Tiết Vạn Triệt chia làm năm đường cùng nhau xuất kích. Quân Đường tổng cộng hơn 10 vạn, đều do Lý Tĩnh tiết độ, xuất chinh vào tháng giêng năm thứ 4 Trinh Quán, cuối cùng tiêu diệt Đông Đột Quyết.

Năm thứ 7 Trinh Quán, Sài Thiệu được phong thêm Trấn quân Đại tướng quân, làm Hữu Kiêu vệ Đại tướng quân, đổi phong Tiêu quốc công. Năm thứ 12, Sài Thiệu bệnh nặng, Đường Thái Tông tự mình đến thăm viếng. Không lâu sau qua đời, truy tặng Đô đốc Kinh Châu, thụy hào Tương.

Ngày 28 tháng 2 năm thứ 17 Trinh Quán, Đường Thái Tông ra lệnh vẽ chân dung 24 công thần ở Lăng Yên các, Sài Thiệu xếp thứ 14.

## Gia tộc
- Sài Triết Uy, tập tước Tiêu quốc công, vì em là Sài Lệnh Vũ mưu phản, bị dời đi Lĩnh Nam. Sau được phong đô đốc Giao Châu đô đốc, mất trong khi làm quan.
- Sài Lệnh Vũ, cưới con gái Thái Tông là Ba Lăng công chúa, thời Thái Tông là vây cánh của Ngụy vương Lý Thái, đến thời Cao Tông bị cuốn vào án mưu phản của Cao Dương công chúa, vào ngày 2 tháng 2 năm thứ 4 Vĩnh Huy (6-3-653) bị trảm.

## Sài Thiệu trong các tác phẩm văn học
Trong tiểu thuyết "Thuyết Đường" thời nhà Thanh (bản 68 hồi), Sài Thiệu ở chùa Thừa Phúc được Lý Uyên chọn rể, sau thay mặt Lý Uyên đi chúc thọ mẹ Tần Thúc Bảo. Sau đó dẫn Lý Nguyên Bá về Trường An, trên đường nhìn thấy Nguyên Bá bị sét đánh chết. Tiếp theo hắn theo nhị vương chinh Hà Đông, bị Uất Trì Cung đánh chết.